# Matka hrdinka (Bulharsko)
Matka hrdinka (bulharsky: Майка Героиня) byl čestný titul Bulharské lidové republiky. Založen byl roku 1950 a sloužil jako vyznamenání pro ženy, které porodily a vychovaly deset či více dětí. V hierarchii čestných titulů Bulharské lidové republiky se nacházel na šestém místě z deseti.

## Historie a pravidla udílení
Založen byl 13. prosince 1950 výnosem č. 272 prezidia Národního shromáždění původně pod názvem Mateřská sláva. Udílen byl matkám, které porodily a vychovaly deset a více dětí. Přejmenován na Matka hrdinka byl podle sovětského vzoru dne 9. června 1952. Důvodem přejmenování bylo založení Řádu mateřské slávy, který byl udílen ve třech třídách a svým statutem se od čestného titulu lišil. Řád mateřské slávy I. třídy byl ženám udílen spolu s titule Matka hrdinka.
Čestný titul byl od založení do roku 1971 udílen prezidiem Národního shromáždění a od roku 1971 pak Národní radou Bulharské lidové republiky. Na základě usnesení politbyra ze dne 21. srpna 1952 bylo rozhodnuto o nepřiznání tohoto titulu ani s ním spojeným řádem mnoha ženám, v jejichž rodinách se vyskytli „nepřátelé lidové moci“.
Po pádu komunistického režimu byl podle výnosu Národního shromáždění č. 1094 ze dne 21. března 1991 významně upraven systém bulharských státních vyznamenání a čestný titul Matka hrdinka byl zrušen. Do té doby byl udělen 1 116 ženám.

## Insignie
Medaile měla tvar reliéfní pěticípé hvězdy vyrobené ze čtrnácti karátového zlata. Medaile byla zavěšena na kovovém štítku ve tvaru stuhy s vavřínovými listy. Na destičce byl nápis МАЙКА ГЕРОИНЯ (matka hrdinka).  Zadní strana hvězdy byla hladká. Medaile byla vyráběna ve státní mincovně. Nosila se na hrudi.